# 量子工作室
量子工作室（英語：Quantum Studios），是腾讯游戏旗下的游戏工作室，于2008年成立。曾开发《QQ自由幻想》、《QQ仙侠传》、《斗战神》等游戏。2014年，腾讯互娱自研游戏组织体系进行调整，原量子工作室的相关职责和人员并入光子工作室旗下的各个工作室。

## 旗下游戏
- 《QQ自由幻想》
- 《QQ幻想世界》
- 《QQ仙灵》
- 《QQ仙侠传》
- 《斗战神》
- 《烽火战国》